# سازمان کشاورزی فضل‌اله خان
سازمان کشاورزی فضل‌اله خان منطقه‌ای مسکونی در دهستان حومه، بخش مرکزی، شهرستان مانه و سملقان، استان خراسان شمالی، کشور ایران است.

## جمعیت
بر پایه سرشماری عمومی نفوس و مسکن در سال ۱۳۹۵، سکنه این مکان کمتر از سه خانوار بوده‌است.